# Kamionek (Grande-Pologne)
Pour les articles homonymes, voir Kamionek.
Kamionek (prononciation : [kaˈmjɔnɛk]) est un village polonais de la gmina de Kiszkowo dans le powiat de Gniezno de la voïvodie de Grande-Pologne dans le centre-ouest de la Pologne.
Le village possédait une population de 53 habitants en 2013.

## Histoire
De 1975 à 1998, le village faisait partie du territoire de la voïvodie de Poznań.

Depuis 1999, Kamionek est situé dans la voïvodie de Grande-Pologne.